# LibreOffice Base
LibreOffice Base è un database management system libero, componente del software di produttività personale LibreOffice, nato nel 2010 da un fork di OpenOffice.org Base, ora Apache OpenOffice Base.
Base tecnicamente può essere considerato dunque un RAD (Rapid Application Development), ovvero un'interfaccia grafica per lo sviluppo rapido di applicazioni destinate alla gestione di basi di dati.
Tuttavia può essere usato anche come interfaccia grafica di connessione/amministrazione verso altri database server come ad es. MySQL o PostgreSQL, previo caricamento di appositi drivers JDBC o ODBC. Dal 28 maggio 2009 è disponibile per il modulo Base l'estensione Sun Connector for MySQL, sviluppata da Oracle America, che consente di fare a meno dei driver prima menzionati per MySQL.
A partire dalla versione 2.3, Base offre la generazione di report basati sul software Pentaho.
Base punta ad assolvere le stesse funzioni ponendosi in concorrenza con Microsoft Access; tuttavia a differenza di Access diverse funzionalità di Base sono disponibili solo come estensioni installabili a parte. Essendo software gratuito non è stato sviluppato un runtime per poter utilizzare database creati con LibreOffice Base prescindendo dall'installazione del prodotto software LibreOffice, rendendone quindi necessaria l'installazione completa comprensiva anche della Java Virtual Machine.
Come per l'intero pacchetto LibreOffice, Base, può essere utilizzato su diversi sistemi operativi differenti, come GNU/Linux, Microsoft Windows e macOS, FreeBSD e Solaris.

## Migrazione da HSQLDB a Firebird
Col lavoro del Google Summer of Code 2013 è cominciata l'integrazione di Firebird SQL come sostituto di HSQLDB in LibreOffice. Firebird è stato incluso in LibreOffice come opzione sperimentale a partire da LibreOffice 4.2. Libre Office sino alla versione 5.2 poteva usare Firebird 2.5; dalla release Libre Office 5.3 potrà essere incorporato Firebird 3.0, o successive relesase.
Nell'agosto 2018, The Document Foundation ha annunciato il rilascio di LibreOffice versione 6.1. Se viene utilizzata la modalità sperimentale, il supporto del motore Firebird incorporato è completamente disponibile e il vecchio motore HSQLDB è deprecato, sebbene ancora disponibile, e sostituito da Firebird come opzione predefinita.
Nel febbraio 2019, The Document Foundation ha rilasciato la versione 6.2 di LibreOffice. Il supporto del motore Firebird integrato è passato dalla modalità sperimentale a quella operativa e Firebird Migration Assistant può creare una copia di backup del contenuto come documento XML per il processo di migrazione. Nel febbraio 2020, Firebird integrato è stato riportato alla modalità sperimentale, entrando in vigore nella versione 6.4.1.